# Willy Dahl
Willy Melkior Dahl (* 26. März 1927 in Bergen) ist ein norwegischer Literaturhistoriker und Literaturkritiker. Unter dem Pseudonym Melkior Pedersen ist er auch als Schriftsteller tätig.

## Leben
Dahls Eltern sind der Kaufmann Arne Dahl und dessen Frau Lilly Pedersen. Nach seinem Abitur 1946 arbeitete er zunächst unter anderem als Seemann, Journalist und Chauffeur, ehe er ein Studium an der Universität Bergen aufnahm. Von 1958 bis 1963 arbeitete er als Lehrer an der Bergener Kathedralschule. Ab 1965 war er Dozent an der Universität Oslo, bis er 1977 als Professor für nordeuropäische Literaturen an die Universität Trondheim berufen wurde. 1981 wechselte er an die Universität Bergen, wo er bis 1995 tätig war.
Dahl verfasste unter anderem ein Lehrbuch sowie Norges litteratur, eine Übersicht über die norwegische Literaturgeschichte, die von 1981 bis 1989 in drei Bänden erschien. Er war in den 1970er-Jahren auch an der Überarbeitung von Harald Beyers sechsbändigem Standardwerk Norges litteraturhistorie unter der Leitung von dessen Sohn Edvard beteiligt. Außerdem schrieb er Literaturkritiken für die Zeitung Arbeiderbladet.
Unter dem Pseudonym Melkior Pedersen veröffentlichte er 1968 einen ersten Gedichtband Dikt, der die moderne norwegische Lyrik parodiert.